# Luvkullvattnet
Luvkullvattnet är en sjö i Krokoms kommun och Strömsunds kommun i Jämtland och ingår i Ångermanälvens huvudavrinningsområde. Sjön har en area på 0,298 kvadratkilometer och ligger 434,3 meter över havet. Sjön avvattnas av vattendraget Luvkullvattenån.

## Delavrinningsområde
Luvkullvattnet ingår i det delavrinningsområde (712488-145144) som SMHI kallar för Utloppet av Luvkullvattnet. Medelhöjden är 454 meter över havet och ytan är 1,57 kvadratkilometer. Räknas de 30 avrinningsområdena uppströms in blir den ackumulerade arean 101,32 kvadratkilometer. Luvkullvattenån som avvattnar avrinningsområdet har biflödesordning 4, vilket innebär att vattnet flödar genom totalt 4 vattendrag innan det når havet efter 272 kilometer. Avrinningsområdet består mestadels av skog (81 procent). Avrinningsområdet har 0,29 kvadratkilometer vattenytor vilket ger det en sjöprocent på 18,6 procent.